# 厄河
厄河（俄语：Ы）是俄羅斯的河流，流经阿爾漢格爾斯克州和科米共和国，河道全長35公里，發源自皮涅加河和梅津河的分水嶺，最終注入瓦什卡河。